# 4803 Birkle
A 4803 Birkle (ideiglenes jelöléssel 1989 XA) a Naprendszer kisbolygóövében található aszteroida. Baur, J. M. fedezte fel 1989. december 1-én.